# Вакее-Дешт
Вакее-Дешт (перс. واقعه دشت) — село в Ірані, у дегестані Касма, у Центральному бахші, шагрестані Совмее-Сара остану Ґілян. За даними перепису 2006 року, його населення становило 496 осіб, що проживали у складі 133 сімей.

## Клімат
Середня річна температура становить 14,27 °C, середня максимальна – 27,51 °C, а середня мінімальна – -1,21 °C. Середня річна кількість опадів – 865 мм.
| Клімат поселення                              | Клімат поселення | Клімат поселення | Клімат поселення | Клімат поселення | Клімат поселення | Клімат поселення | Клімат поселення | Клімат поселення | Клімат поселення | Клімат поселення | Клімат поселення | Клімат поселення | Клімат поселення |
| Показник                                      | Січ.             | Лют.             | Бер.             | Квіт.            | Трав.            | Черв.            | Лип.             | Серп.            | Вер.             | Жовт.            | Лист.            | Груд.            |                  |
| Середній максимум, °C                         | 8,08             | 9,82             | 12,90            | 18,48            | 22,58            | 25,66            | 27,32            | 27,51            | 25,06            | 20,80            | 15,78            | 11,51            |                  |
| Середня температура, °C                       | 3,43             | 5,16             | 8,26             | 13,84            | 17,94            | 21,03            | 22,93            | 23,10            | 20,64            | 16,39            | 11,38            | 7,10             |                  |
| Середній мінімум, °C                          | −1,21            | 0,53             | 3,62             | 9,19             | 13,30            | 16,38            | 18,52            | 18,69            | 16,24            | 12,00            | 6,96             | 2,70             |                  |
| Норма опадів, мм                              | 91               | 72               | 72               | 53               | 40               | 25               | 16               | 39               | 85               | 130              | 112              | 130              |                  |
| Середньомісячна швидкість вітру, м/с          | 2.20             | 2.39             | 2.40             | 2.30             | 2.30             | 2.58             | 2.57             | 2.35             | 2.19             | 2.09             | 1.94             | 1.99             |                  |
| Середньомісячна сонячна радіація, кДж/м²·день | 6829             | 9026             | 11183            | 15832            | 20035            | 22644            | 23321            | 19759            | 16290            | 11078            | 8580             | 6643             |                  |
| --------------------------------------------- | ---------------- | ---------------- | ---------------- | ---------------- | ---------------- | ---------------- | ---------------- | ---------------- | ---------------- | ---------------- | ---------------- | ---------------- | ---------------- |
| Джерело:                                      |                  |                  |                  |                  |                  |                  |                  |                  |                  |                  |                  |                  |                  |